# Jiří Škoda
Jiří Škoda (nascido em 27 de março de 1956) é um ex-ciclista olímpico tchecoslovaco. Representou sua nação nos Jogos Olímpicos de Verão de 1980, onde conquistou a medalha de bronze na prova de contrarrelógio por equipes (100 km).